# Ichigo Milk
Pour les articles homonymes, voir Milk.
Milk Ichigo (苺みるく, Ichigo Milk), plus connue sous le nom de Miruku Ichigo, née le 2 février 1981 et morte par suicide en octobre 2012, est une actrice japonaise de films pornographiques. Elle a remporté de nombreuses récompenses.

## Carrière
Milk Ichigo est née le 2 février 1981 à Hokkaido, Japon. La traduction littérale de son nom est « lait de fraise » qui est un dessert sucré japonais. Ichigo rapporte qu'elle cherchait un nom de scène tout en dégustant une glace. Elle trouva que « Ichigo Milk » sonnait bien et opta pour lui.
Elle a ses premiers rapports à l'âge de 16 ans avec son petit ami de trois ans plus âgé qu'elle. Dans un entretien journalistique de la fin 2001, elle dit avoir eu des rapports avec dix hommes différents puis connu une abstinence de deux ans.

### Début de carrière dans la pornographie
Ichigo débute dans la pornographie alors qu'elle travaille dans un cabaret où elle rencontre un découvreur de talents qui recrute pour une agence. Elle décline l'offre dans un premier temps mais décide ensuite de tourner un « bout d'essai ». Elle pose dénudée dans des magazines pour une clientèle essentiellement masculine avant de se lancer dans le cinéma pornographique.
Sa première vidéo, I Love You Ichigo Milk, parait le 25 décembre 2000 sous la marque Kuki Tank. Elle dit s'être sentie terriblement mal à son aise lors de ses premières scènes qu'elle a dû « interrompre à plusieurs reprises ». Les acteurs et le réalisateur étaient tellement en colère contre elle qu'elle a pensé arrêter et rentrer à la maison. Elle se souvient de ce premier réalisateur, « un homme étrange du nom de Happy Yamada », comme d'un personnage unique avec lequel elle travaillera à de nombreuses reprises au cours des deux années suivantes.
Le titre d'un grand nombre des vidéos qu'elle tourne sous son nom pour les studios Kuki inclut le mot "strawberry" (fraise). Il en est ainsi pour Strawberry Club, une vidéo du genre cosplay qui est mise sur le marché au mois de mars 2001 et pour la vidéo Strawberry Sherbert qu'elle tourne en avril 2001. Son sixième film, Wet Strawberry, se déroule dans un bassin alimenté en sources chaudes. Ichigo dit à ce propos qu'elle avait fini par ressentir des vertiges à rester de longues heures dans l'eau pour les besoins du tournage. A Summer Strawberry, paru au mois de juillet 2001 la transporte pour des scènes de sexe sur la plage et dans les hôtels d'Okinawa, une station balnéaire située dans la préfecture du même nom. Strawberry Gathering, paru au mois de novembre 2001, est tourné selon le mode documentaire fréquent dans la pornographie japonaise et comprend des scènes de bondage modéré. A Snow Strawberry, une autre vidéo tournée sur le mode documentaire, est l'histoire d'une femme retournant chez elle pour rendre visite à son ex-amant mais, à la place, elle aura une aventure d'une nuit avec un étranger. Ichigo interprète le personnage de trois sœurs dans trois rôle différents: l'une est sévère, l'autre brillante, la troisième est une ravissante écolière. Elles s'unissent pour se battre et venir à bout des kidnappers d'un des habitués de leur café. Ses admirateurs reconnaissent son talent en lui octroyant le Prix de la Meilleure Actrice pour l'ensemble de son travail lors de la cérémonie de remise des Prix de la vidéo pornographique japonaise#X City Grand Prix Awards 2001. Elle tient le rôle d'une enseignante qui a des rapports avec ses élèves dans Goodbye, la dernière vidéo qu'elle interprète pour Kuki. Ichigo travaille également pour les studios Max-A Samansa et Alice Japan partie du vaste conglomérat Kuki, tout en tournant pour la maison mère. Ichigo déclare que la couverture du DVD intitulé Splash a sa préférence.

### Carrière ultérieure
À la fin de l'année 2002, Ichigo Milk quitte les studios Kuki pour Moodyz, une des sociétés composant Hokuto Corporation. Elle a pour partenaire Happy Yamada, son premier réalisateur, lors des deux premières vidéos qu'elle interprète pour Moodyz. Ichigo travaille pour Moodyz pendant près d'un an avant de cesser et de collaborer à des vidéos originales avec des studios de tout premier plan dans le film pornographique japonais.
À la fin de l'année 2003, Ichigo Milk parait dans des vidéos « non censurées ». Parmi celles-ci citons Japanese Superidols Gold Vol. 19 paru en mars 2004 et l'aventure cosplay du mois de septembre 2005 intitulée Akiba-Troops! Cutie Rangers! dans laquelle elle partage l'affiche avec Sakura Sakurada and Tsumiki Shindo.

### Tentative de suicide
Au mois de juillet 2005, la presse japonaise se fait l'écho d'une tentative de suicide d'Ichigo Milk dans son appartement de Tokyo. D'après certaines sources, le 13 juillet 2005, elle aurait ingéré vingt comprimés d'un barbiturique avant de s'ouvrir les veines du poignet. Elle a laissé un message indiquant que son acte était lié à sa séparation d'avec Shintaro Yoshitake (吉武真太郎, 吉武 真太郎), un lanceur de relève au sein de l'équipe de baseball Fukuoka SoftBank Hawks. Ichigo fréquente Yoshitake (qui est marié par ailleurs) pendant un court laps de temps mais développe un profond attachement à son égard. Elle n'a pas supporté leur séparation. Elle est sauvée par l'intervention de la police alertée par la mère d'Ichigo inquiète des propos morbides de sa fille. Ichigo parait peu après dans un magazine en montrant son poignet suturé. Comme un pressentiment, elle avait déclaré quelques années auparavant, au cours d'un entretien journalistique, qu'elle ne pensait pas être vivante passé ses 24 ans, âge auquel elle a tenté de se suicider.

### Retraite et retours à la scène
Depuis, la fin de l'année 2005, Ichigo ne fait que des apparitions sporadiques dans l'industrie du film pornographique. Elle tourne dans deux vidéos publiées par les studios CROSS nouvellement formés. En 2006, elle parait dans deux films de sadomasochisme édités par Attakers et basés sur du bondage japonais. Il faudra attendre deux ans avant Comeback, sa vidéo suivante publiée au mois de décembre 2008 par Moodyz puis Birth Operating Table Fuck parue au début de 2009 sous la marque Attackers.

### Mort
En octobre 2012, Ichigo Milk est trouvé morte suicidée dans sa maison de Nakano. Elle avait 31 ans.

## Filmographie partielle
| Titre de la vidéo,.                                                                    | Producteur                  | Réalisateur      | Parution                    | Notes |
| -------------------------------------------------------------------------------------- | --------------------------- | ---------------- | --------------------------- | --- |
| I Love You Ichigo Milk 好きです                                                        | Kuki Tank KT-487            | Happy Yamada     | 25 décembre 2000            | Début |
| Strawberry ストロベリー                                                                | Kuki Tank KT-493            | Happy Yamada     | 25 janvier 2001             | |
| A Little Adventure 小さな冒険                                                          | Kuki Tank KT-499            | Happy Yamada     | 26 février 2001             | |
| Strawberry Club いちごクラブ                                                           | Kuki Tank KT-504            | Kei Morikawa     | 28 mars 2001                | |
| Strawberry Sherbet いちごシャーベット                                                  | Kuki Tank KT-509            | Happy Yamada     | 25 avril 2001               | |
| Wet Strawberry 濡れイチゴ                                                              | Kuki Tank KT-515            | Happy Yamada     | 31 mai 2001                 | |
| Dirty Mouth 淫口                                                                       | Max-A Samansa XS-2230       | Juzo Kamonohashi | 22 juin 2001                | |
| A Summer Strawberry 夏苺娘                                                             | Kuki Tank KT-524            | Happy Yamada     | 20 juillet 2001             | |
| Selfish                                                                                | Max-A Samansa XS-2235       | Juzo Kamonohashi | 28 août 2001                | |
| Heart Break ハートブレイク                                                             | Kuki Tank KT-535            | Happy Yamada     | 16 septembre 2001           | Quelques scènes de saphisme                                                                                                  |
| Splash スプラッシュ                                                                    | Max-A Samansa XS-2242       | Rokuro Mochizuki | 23 octobre 2001             | |
| Strawberry Gathering いちご狩り                                                        | Kuki Tank KT-546            | Happy Yamada     | 17 novembre 2001            | |
| A Snow Strawberry 雪苺                                                                 | Kuki Tank KT-552            | SHUCHO           | 21 décembre 2001            | |
| Strawberry Call 苺参上                                                                 | Kuki Tank KT-556            | SHUCHO           | 22 janvier 2002             | |
| A Wet & Passionate Life ズブ濡れ人生激情                                               | Kuki Tank KT-561            | SHUCHO           | 20 février 2002             | |
| South Pole Strawberry 南極苺                                                           | Kuki Tank KT-566            | SHUCHO           | 19 mars 2002                | |
| Good-bye グッドバイ                                                                    | Kuki Tank KT-572            | Asao Taga        | 21 avril 2002               | |
| The Confined Bodydoll 監禁ボディドール                                                 | Max-A Samansa XS-2260       | Juzo Kamonohashi | 24 mai 2002                 | |
| Cos-Para                                                                               | Atlas21 A02-061             | SHUCHO           | 13 juin 2002                | Cosplay |
| Mejiri 女尻                                                                            | Alice Japan KA-2078         | SHUCHO           | 19 juillet 2002             | |
| Fallen Angel X Milk Ichigo 堕天使 X 苺みるく                                           | Media Station Bazooka BR-09 | Hideaki Hirano   | 11 août 2002                | |
| The Secret of Younger Sister 妹の秘密                                                  | Max-A Samansa XS-2270       | SHUCHO           | 17 septembre 2002           | |
| Trauma                                                                                 | Alice Japan kA-2092         | SHUCHO           | 18 octobre 2002             | Infirmières, cosplay |
| Ichigo's Secrets (Ura Ichigo) ウライチゴ                                               | VIP VIP-144                 | Happy Yamada     | 15 novembre 2002            | |
| Strawberry Over Sex                                                                    | Moodyz Imperial MDID-179    | Happy Yamada     | 1er décembre 200201-12-2002 | |
| Full Body                                                                              | Moodyz Imperial MDID-193    | Happy Yamada     | 1er janvier 2003            | |
| Celebration of Remove the Ban 祝・解禁                                                 | KMP Million MILV-046        | Eitaro Haga      | 24 janvier 2003             | |
| Heaven and Hell 天国と地獄                                                             | Moodyz Legend MDLD-002      | DAICHI           | 1er février 2003            | |
| Damechinzu Worker だめちんずうぉ～か～                                                 | Moodyz Legend MDLD-011      | Asao Taga        | 1er mars 2003               | |
| Erosty Doll                                                                            | Moodyz Legend MDLD-025      | Sabbath Horinaka | 1er avril 2003              | |
| Milky Mania Request Special 苺みるくが皆んなのリクエストにお応えします！               | Moodyz Legend MDLD-038      | brain-X          | 1er mai 2003                | |
| Bukkake ぶっかけ苺みるく                                                               | Moodyz Legend MDLD-047      | Eitaro Haga      | 1er juin 2003               | |
| Angel                                                                                  | IdeaPocket Angel AND-127    |                  | 8 juin 2003                 | Cosplay |
| Digital Mosaic Vol.014 デジタルモザイクVol.014                                         | Moodyz Killer MDED-089      | Shibato Taiyo    | 1er juillet 2003            | |
| Ichigo Naburi 苺嬲り                                                                   | Moodyz Legend MDLD-061      | Eitaro Haga      | 1er août 200301-08-2003     | |
| Bukkake Nakadashi Fuck ぶっかけ中出しＦＵＣＫ！                                        | Moodyz Killer MDLD-068      | Eitaro Haga      | 1er septembre 2003          | |
| Snap Shot the Virgin                                                                   | Tsubaki House DFVS-01       |                  | 30 décembre 2003            | Non censuré |
| Miracle Shot                                                                           | Tsubaki House FMS01         |                  | 4 janvier 2004              | Non censuré En tête d'affiche avec Anna Miyashita                                                                            |
| Strawberry Fuck!                                                                       | Oriental Dream XV-15        |                  | 2 février 2004              | Non censuré |
| Tee Off                                                                                | Oriental Dream XV-16        |                  | 2 février 2004              | Non censuré |
| Japanese Superidols Gold Vol. 19                                                       | JapanX JPN-1819             |                  | 1er mars 2004               | Non censuré |
| Japanese Superidols Gold Vol. 25                                                       | JapanX JPN-1825             |                  | 24 juin 2004                | Non censuré |
| Digital Channel DC06                                                                   | IdeaPocket Supreme SUPD-006 | Alala Kurosawa   | 8 juillet 2004              | |
| Strawberry Fuck                                                                        | V&R Planning VRIDS-006      | Eitaro Haga      | 19 août 200419-08-2004      | Version censurée de la vidéo Strawberry Fuck! du 02-02-2004                                                                  |
| Bad Girl Declaration 悪女宣言                                                          | Wanz Factory BG-105         |                  | 1er septembre 2004          | |
| Studio Milan Sakura                                                                    | Oriental Dream SM-01        |                  | 29 mars 2005                | Uncensored Avec Sakura Sakurada & Hikari Umino                                                                               |
| Asian Beauty                                                                           | Oriental Dream SM-02        |                  | 13 juin 2005                | Non censuré Compilation avec Anna Miyashita, Ageha Aoi, Hina Kawai, Hiyori Shiraishi, Miho Onotani, Mio Okazaki & Usagi Aino |
| Akiba-Troops! Cutie Rangers! アキバ戦隊 萌えレンジャー                                 | Red Hot RED-013             |                  | 21 septembre 2005           | Non censuré Avec Sakura Sakurada & Tsumiki Shindo                                                                            |
| W Double-You                                                                           | Red Hot RED-015             |                  | 8 octobre 2005              | Non censuré En tête d'affiche avec Tsumiki Shindo                                                                            |
| Sky Angel Vol. 17                                                                      | Sky High SKY-042            |                  | 18 octobre 2005             | Non censuré |
| Goemon Vol.21: Very Best Ichigo Miruku                                                 | Goemon TS-OX21              |                  | 26 octobre 2005             | Non censuré |
| Super High-level Les Erodorama Unit 灼熱デジモレズカップル                             | Cross CRPD-017              | Innjean Koga     | 19 décembre 2005            | En tête d'affiche avec Mao Misaki Lesbian                                                                                    |
| The Ladies Who Put on Dress and Black Tights ワンピース黒タイツ。                      | Cross CRPD-074              | Pinky Osanai     | 19 juin 2006                | 12 actrices |
| Phantom of the Hospital 病院の怪人                                                     | Attackers Ryubaku RBD-062   | Osamu Yabushita  | 7 novembre 2006             | En tête d'affiche avec Ageha Aoi                                                                                             |
| Inamed Sacrifice 淫魔の生贄                                                            | Attackers Inmad ATID-111    | Tsukasa Fuji     | 7 février 2007              | |
| Come Back 復活                                                                         | Moodyz Diva MIDD-457        | Takuan           | 13 décembre 2008            | |
| Birth Operating Table Fuck 分娩手術台に括られて… キャリアウーマン蔑みの人体実験 青木玲 | Attackers Ryubaku RBD-139   | Eiji Sato        | 7 février 2009              | En tête d'affiche avec Rei Aoki                                                                                              |

## Sources
(mai 2014).
- (ja) « Moodyz Profile & Filmography », moodyz.com (consulté le 29 janvier 2011);
- (ja) « Attackers Profile & Filmography »,  (consulté le 29 janvier 2011);
- (ja) « Cross Filmography »,  (consulté le 29 janvier 2011);
- (ja) « Milk Ichigo Official Site »(Archive.org • Wikiwix • Archive.is • Google • Que faire ?), . Archivé le 30-05-2008 sur https://web.archive.org/web/20080530035205/http://www.bodycorp.jp/ichigo/].